# Pittsburg (Texas)
Pittsburg és una població dels Estats Units a l'estat de Texas. Segons el cens del 2000 tenia 4.347 habitants.

## Demografia
Segons el cens del 2000, Pittsburg tenia 4.347 habitants, 1.593 habitatges, i 1.056 famílies. La densitat de població era de 502,5 habitants/km².
Dels 1.593 habitatges en un 34,5% hi vivien nens de menys de 18 anys, en un 42,7% hi vivien parelles casades, en un 19,3% dones solteres, i en un 33,7% no eren unitats familiars. En el 29,9% dels habitatges hi vivien persones soles el 15,7% de les quals corresponia a persones de 65 anys o més que vivien soles. El nombre mitjà de persones vivint en cada habitatge era de 2,63 i el nombre mitjà de persones que vivien en cada família era de 3,24.
Per edats la població es repartia de la següent manera: un 30% tenia menys de 18 anys, un 9,5% entre 18 i 24, un 25,5% entre 25 i 44, un 17,9% de 45 a 60 i un 17% 65 anys o més.
L'edat mediana era de 32 anys. Per cada 100 dones de 18 o més anys hi havia 79,3 homes.
La renda mediana per habitatge era de 24.789 $ i la renda mediana per família de 28.398 $. Els homes tenien una renda mediana de 28.750 $ mentre que les dones 20.042 $. La renda per capita de la població era de 14.882 $. Aproximadament el 23,8% de les famílies i el 27,7% de la població estaven per davall del llindar de pobresa.

## Poblacions més properes
El següent diagrama mostra les poblacions més properes.